# Coupe du monde de ski de fond 2009-2010
Navigation
Édition précédente Édition suivante
La 29e édition de la Coupe du monde de ski de fond se déroule entre le 21 novembre 2009 et le 22 mars 2010. Organisée par la Fédération internationale de ski, cette compétition débute fin novembre par des épreuves en style libre organisées à Beitostoelen. La Coupe du monde est interrompue par deux événements internationaux durant l'hiver : le Tour de Ski 2009-2010 organisé autour du Nouvel an et les épreuves olympiques prévus en février à Vancouver. Comme lors de la saison précédente, la saison 2009-2010 est close en Suède par l'organisation des « Finales de Coupe du monde » (World Cup Final) disputées selon un format similaire au Tour de Ski.

## Classements

### Classements généraux
| Rang | Nom               | Points |
| ---- | ----------------- | ------ |
| 1    | Petter Northug    | 1621   |
| 2    | Lukáš Bauer       | 1021   |
| 3    | Marcus Hellner    | 985    |
| 4    | Dario Cologna     | 885    |
| 5    | Maurice Manificat | 580    |
| 6    | Emil Joensson     | 554    |
| 7    | Axel Teichmann    | 541    |
| 8    | Maxim Vylegzhanin | 532    |
| 9    | Vincent Vittoz    | 515    |
| 10   | Giorgio di Centa  | 501    |

| Rang | Nom                    | Points |
| ---- | ---------------------- | ------ |
| 1    | Justyna Kowalczyk      | 2064   |
| 2    | Marit Bjørgen          | 1320   |
| 3    | Petra Majdic           | 1191   |
| 4    | Aino-Kaisa Saarinen    | 1123   |
| 5    | Arianna Follis         | 908    |
| 6    | Kristin Størmer Steira | 892    |
| 7    | Riitta-Liisa Roponen   | 788    |
| 8    | Charlotte Kalla        | 654    |
| 9    | Marianna Longa         | 646    |
| 10   | Natalia Korosteleva    | 488    |

### Classements de distance
| Rang | Nom            | Points |
| ---- | -------------- | ------ |
| 1    | Petter Northug | 749    |
| 2    | Lukáš Bauer    | 563    |
| 3    | Marcus Hellner | 483    |
| 4    | Dario Cologna  | 384    |
| 5    | Vincent Vittoz | 373    |

| Rang | Nom                    | Points |
| ---- | ---------------------- | ------ |
| 1    | Justyna Kowalczyk      | 929    |
| 2    | Marit Bjørgen          | 636    |
| 3    | Kristin Størmer Steira | 568    |
| 4    | Charlotte Kalla        | 493    |
| 5    | Riitta-Liisa Roponen   | 477    |

### Classements de sprint
| Rang | Nom                 | Points |
| ---- | ------------------- | ------ |
| 1    | Emil Jönsson        | 506    |
| 2    | Petter Northug      | 352    |
| 3    | Alexey Petukhov     | 347    |
| 4    | Andrew Newell       | 313    |
| 5    | Ola Vigen Hattestad | 312    |

| Rang | Nom                 | Points |
| ---- | ------------------- | ------ |
| 1    | Justyna Kowalczyk   | 575    |
| 2    | Marit Bjørgen       | 484    |
| 3    | Petra Majdic        | 446    |
| 4    | Aino-Kaisa Saarinen | 399    |
| 5    | Hanna Falk          | 338    |

## Calendrier et podiums

### Hommes

#### Épreuves individuelles
| Étape                                                   | Lieu                                | Épreuve                             | Date                               | Vainqueur           | Deuxième              | Troisième         |
| ------------------------------------------------------- | ----------------------------------- | ----------------------------------- | ---------------------------------- | ------------------- | --------------------- | ----------------- |
| 1                                                       | Beitostølen                         | 15 km style libre                   | 21 novembre 2009                   | Ronny Hafsås        | Vincent Vittoz        | Matti Heikkinen   |
| 2                                                       | Kuusamo                             | Sprint style classique              | 28 novembre 2009                   | Ola Vigen Hattestad | Øystein Pettersen     | Nikita Kriukov    |
| 3                                                       | Kuusamo                             | 15 km style classique               | 29 novembre 2009                   | Petter Northug      | Maxim Vylegzhanin     | Aleksandr Legkov  |
| 4                                                       | Düsseldorf                          | Sprint style libre                  | 5 décembre 2009                    | Alexey Petukhov     | Anders Gløersen       | Eirik Brandsdal   |
| 5                                                       | Davos                               | 15 km style classique               | 12 décembre 2009                   | Matti Heikkinen     | Marcus Hellner        | Maurice Manificat |
| 6                                                       | Davos                               | Sprint style libre                  | 13 décembre 2009                   | John Kristian Dahl  | Petter Northug        | Alexey Petukhov   |
| 7                                                       | Rogla                               | Sprint style classique              | 19 décembre 2009                   | Petter Northug      | Tobias Angerer        | Jesper Modin      |
| 8                                                       | Rogla                               | 30 km classique départ en masse     | 20 décembre 2009                   | Petter Northug      | Aleksandr Legkov      | Maxim Vylegzhanin |
| Tour de Ski (1er au 10 janvier 2010)                    |                                     |                                     |                                    |                     |                       |                   |
|                                                         | Oberhof                             | 3,75 km prologue technique libre    | 1er janvier 2010                   | Petter Northug      | Marcus Hellner        | Axel Teichmann    |
| 15 km classique départ avec handicap                    | Oberhof                             | 2 janvier 2010                      | Petter Northug                     | Maxim Vylegzhanin   | Matti Heikkinen       |                   |
| Sprint style classique                                  | Oberhof                             | 3 janvier 2010                      | Eldar Roenning                     | Petter Northug      | Axel Teichmann        |                   |
| Prague                                                  | Sprint style libre                  | 4 janvier 2010                      | Emil Jönsson                       | Marcus Hellner      | Simen Østensen        |                   |
| Cortina d'Ampezzo-Dobbiaco                              | 30 km style libre (départ handicap) | 6 janvier 2010                      | Petter Northug                     | Dario Cologna       | Marcus Hellner        |                   |
| Dobbiaco                                                | 10 km C                             | 7 janvier 2010                      | Daniel Richardsson                 | Lukáš Bauer         | Petter Northug        |                   |
| Val di Fiemme                                           | 20 km classique départ en masse     | 9 janvier 2010                      | Lukáš Bauer                        | Petter Northug      | Axel Teichmann        |                   |
| Val di Fiemme                                           | 10 km style libre Final Climb       | 10 janvier 2010                     | Lukáš Bauer                        | Marcus Hellner      | Jean-Marc Gaillard    |                   |
| 9                                                       | Tour de Ski - Classement            | Tour de Ski - Classement            | Tour de Ski - Classement           | Lukáš Bauer         | Petter Northug        | Dario Cologna     |
| Fin du Tour de Ski                                      |                                     |                                     |                                    |                     |                       |                   |
| 10                                                      | Otepää                              | 15 km C                             | 16 janvier 2010                    | Lukáš Bauer         | Andrus Veerpalu       | Jaak Mae          |
| 11                                                      | Otepää                              | Sprint style classique              | 17 janvier 2010                    | Emil Jönsson        | Ola Vigen Hattestad   | Nikita Kriukov    |
| 12                                                      | Rybinsk                             | Sprint style libre                  | 22 janvier 2010                    | Nikolaï Morilov     | Alexey Petukhov       | Nikita Kriukov    |
| 13                                                      | Rybinsk                             | Poursuite                           | 23 janvier 2010                    | Artem Zhmurko       | Ilia Chernousov       | Sergey Shiriaev   |
| 14                                                      | Canmore                             | 15 km F                             | 5 février 2010                     | Giorgio Di Centa    | Pietro Piller Cottrer | Dario Cologna     |
| 15                                                      | Canmore                             | Sprint style classique              | 6 février 2010                     | Emil Jönsson        | John Kristian Dahl    | Dario Cologna     |
| Jeux olympiques d'hiver de 2010 (12 au 28 février 2010) |                                     |                                     |                                    |                     |                       |                   |
| 16                                                      | Lahti                               | Poursuite                           | 6 mars 2010                        | Maurice Manificat   | Lukáš Bauer           | Ilia Chernousov   |
| 17                                                      | Drammen                             | Sprint style classique              | 11 mars 2010                       | Emil Jönsson        | Petter Northug        | Andrew Newell     |
| 18                                                      | Oslo                                | 50 km style libre (mass start)      | 13 mars 2010                       | Petter Northug      | Pietro Piller Cottrer | Vincent Vittoz    |
| 19                                                      | Oslo                                | Sprint                              | 14 mars 2010                       | Anders Gløersen     | Alekseï Petoukhov     | Marcus Hellner    |
| Finale Coupe du monde (17 au 21 mars 2010)              |                                     |                                     |                                    |                     |                       |                   |
|                                                         | Stockholm                           | Sprint style classique              | 17 mars 2010                       | Nikita Kriukov      | Petter Northug        | Emil Jönsson      |
|                                                         | Falun                               | 3,3 km style classique              | 19 mars 2010                       | Dario Cologna       | Mats Larsson          | Maxim Vylegzhanin |
|                                                         | Falun                               | 20 km Poursuite                     | 20 mars 2010                       | Petter Northug      | Tobias Angerer        | Lukáš Bauer       |
|                                                         | Falun                               | 15 km style libre (départ handicap) | 21 mars 2010                       | Petter Northug      | Maurice Manificat     | Marcus Hellner    |
| 20                                                      | Finale Coupe du monde - Classement  | Finale Coupe du monde - Classement  | Finale Coupe du monde - Classement | Petter Northug      | Maurice Manificat     | Marcus Hellner    |

#### Épreuves par équipe
| Étape | Lieu        | Épreuve                        | Date             | Vainqueur                                                                      | Deuxième                                                                           | Troisième                                                               |
| ----- | ----------- | ------------------------------ | ---------------- | ------------------------------------------------------------------------------ | ---------------------------------------------------------------------------------- | ----------------------------------------------------------------------- |
| 1     | Beitostølen | Relais (4 × 10 km)             | 22 novembre 2009 | Norvège I Eldar Rønning Martin Johnsrud Sundby Ronny Hafsås Petter Northug     | Russie I Maxim Vylegzhanin Nikolaï Pankratov Aleksandr Legkov Ilia Chernousov      | Allemagne Jens Filbrich Axel Teichmann René Sommerfeldt Tobias Angerer  |
| 2     | Düsseldorf  | Sprint par équipes style libre | 6 décembre 2009  | Russie I Nikolaï Morilov Alexey Petukhov                                       | Norvège I Eirik Brandsdal Anders Gløersen                                          | Suède II Robin Bryntesson Björn Lind                                    |
| 3     | Rybinsk     | Sprint par équipes style libre | 24 janvier 2010  | Russie I Nikolaï Morilov Alexei Petukhov                                       | Italie I Fabio Pasini Loris Frasnelli                                              | Allemagne I Tim Tscharnke Josef Wenzl                                   |
| 4     | Lahti       | Relais (4 × 10 km)             | 7 mars 2010      | Norvège II Simen Oestensen Roger Aa Djupvik Sjur Røthe Kristian Tettli Rennemo | Norvège I Eldar Rønning Martin Johnsrud Sundby Petter Eliassen Tord Asle Gjerdalen | Allemagne Hannes Dotzler Tobias Angerer Philipp Marschall Tim Tscharnke |

### Femmes

#### Épreuves individuelles
| Étape                                                   | Lieu                                | Épreuve                               | Date                               | Vainqueur            | Deuxième                   | Troisième            |
| ------------------------------------------------------- | ----------------------------------- | ------------------------------------- | ---------------------------------- | -------------------- | -------------------------- | -------------------- |
| 1                                                       | Beitostølen                         | 10 km style libre                     | 21 novembre 2009                   | Marit Bjørgen        | Charlotte Kalla            | Anna Haag            |
| 2                                                       | Kuusamo                             | Sprint style classique                | 28 novembre 2009                   | Justyna Kowalczyk    | Petra Majdic               | Alena Prochazkova    |
| 3                                                       | Kuusamo                             | 10 km style classique                 | 29 novembre 2009                   | Aino Kaisa Saarinen  | Irina Khazova              | Vibeke Skofterud     |
| 4                                                       | Düsseldorf                          | Sprint style libre                    | 5 décembre 2009                    | Hanna Falk           | Natalia Korosteliova       | Vesna Fabjan         |
| 5                                                       | Davos                               | 10 km style classique                 | 12 décembre 2009                   | Irina Khazova        | Charlotte Kalla            | Kristina Šmigun-Vähi |
| 6                                                       | Davos                               | Sprint style libre                    | 13 décembre 2009                   | Petra Majdič         | Marit Bjørgen              | Aino Kaisa Saarinen  |
| 7                                                       | Rogla                               | Sprint style classique                | 19 décembre 2009                   | Marit Bjørgen        | Justyna Kowalczyk          | Petra Majdič         |
| 8                                                       | Rogla                               | 15 km classique départ en masse       | 20 décembre 2009                   | Justyna Kowalczyk    | Marit Bjørgen              | Anna Haag            |
| Tour de Ski (1er au 10 janvier 2010)                    |                                     |                                       |                                    |                      |                            |                      |
|                                                         | Oberhof                             | 2,5 km prologue technique style libre | 1er janvier 2010                   | Petra Majdic         | Natalia Korosteliova       | Justyna Kowalczyk    |
| 10 km style classique départ avec handicap              | Oberhof                             | 2 janvier 2010                        | Justyna Kowalczyk                  | Aino-Kaisa Saarinen  | Kristin Størmer Steira     |                      |
| Sprint style classique                                  | Oberhof                             | 3 janvier 2010                        | Petra Majdic                       | Justyna Kowalczyk    | Aino-Kaisa Saarinen        |                      |
| Prague                                                  | Sprint style libre                  | 4 janvier 2010                        | Natalia Korosteliova               | Celine Brun-Lie      | Alena Procházková          |                      |
| Cortina d'Ampezzo-Dobbiaco                              | 16 km style libre (départ handicap) | 6 janvier 2010                        | Arianna Follis                     | Petra Majdic         | Justyna Kowalczyk          |                      |
| Dobbiaco                                                | 5 km style classique                | 7 janvier 2010                        | Justyna Kowalczyk                  | Aino-Kaisa Saarinen  | Petra Majdic               |                      |
| Val di Fiemme                                           | 10 km classique départ en masse     | 9 janvier 2010                        | Petra Majdic                       | Elena Kolomina       | Marianna Longa             |                      |
| Val di Fiemme                                           | 9 km F Final Climb                  | 10 janvier 2010                       | Kristin Størmer Steira             | Riitta-Liisa Roponen | Evgenia Medvedeva-Abruzova |                      |
| 9                                                       | Tour de Ski - Classement            | Tour de Ski - Classement              | Tour de Ski - Classement           | Justyna Kowalczyk    | Petra Majdic               | Arianna Follis       |
| Fin du Tour de Ski                                      |                                     |                                       |                                    |                      |                            |                      |
| 10                                                      | Otepää                              | 10 km C                               | 16 janvier 2010                    | Justyna Kowalczyk    | Marit Bjørgen              | Aino-Kaisa Saarinen  |
| 11                                                      | Otepää                              | Sprint style classique                | 17 janvier 2010                    | Hanna Falk           | Petra Majdic               | Aino-Kaisa Saarinen  |
| 12                                                      | Rybinsk                             | Sprint style libre                    | 22 janvier 2010                    | Vesna Fabjan         | Magda Genuin               | Justyna Kowalczyk    |
| 13                                                      | Rybinsk                             | Poursuite                             | 23 janvier 2010                    | Justyna Kowalczyk    | Evi Sachenbacher-Stehle    | Olga Schuchkina      |
| 14                                                      | Canmore                             | 10 km F                               | 5 février 2010                     | Charlotte Kalla      | Justyna Kowalczyk          | Irina Khazova        |
| 15                                                      | Canmore                             | Sprint style classique                | 6 février 2010                     | Justyna Kowalczyk    | Ida Ingemarsdotter         | Sara Renner          |
| Jeux olympiques d'hiver de 2010 (12 au 28 février 2010) |                                     |                                       |                                    |                      |                            |                      |
| 16                                                      | Lahti                               | Poursuite                             | 6 mars 2010                        | Marit Bjørgen        | Justyna Kowalczyk          | Therese Johaug       |
| 17                                                      | Drammen                             | Sprint style classique                | 11 mars 2010                       | Marit Bjørgen        | Aino-Kaisa Saarinen        | Pirjo Muranen        |
| 18                                                      | Oslo                                | 30 km style libre (mass start)        | 13 mars 2010                       | Marit Bjørgen        | Kristin Størmer Steira     | Therese Johaug       |
| 19                                                      | Oslo                                | Sprint                                | 14 mars 2010                       | Marit Bjørgen        | Kikkan Randall             | Natalia Korosteliova |
| Finale Coupe du monde (17 au 21 mars 2010)              |                                     |                                       |                                    |                      |                            |                      |
|                                                         | Stockholm                           | Sprint style classique                | 17 mars 2010                       | Anna Olsson          | Justyna Kowalczyk          | Marit Bjørgen        |
|                                                         | Falun                               | 2,5 km style classique                | 19 mars 2010                       | Justyna Kowalczyk    | Marit Bjørgen              | Charlotte Kalla      |
|                                                         | Falun                               | 10 km Poursuite                       | 20 mars 2010                       | Marit Bjørgen        | Kristin Størmer Steira     | Therese Johaug       |
|                                                         | Falun                               | 10 km style libre (départ handicap)   | 21 mars 2010                       | Marit Bjørgen        | Justyna Kowalczyk          | Charlotte Kalla      |
| 20                                                      | Finale Coupe du monde - Classement  | Finale Coupe du monde - Classement    | Finale Coupe du monde - Classement | Marit Bjørgen        | Justyna Kowalczyk          | Charlotte Kalla      |

#### Épreuves par équipe
| Étape | Lieu        | Épreuve                        | Date             | Vainqueur                                                                          | Deuxième                                                                       | Troisième                                                                      |
| ----- | ----------- | ------------------------------ | ---------------- | ---------------------------------------------------------------------------------- | ------------------------------------------------------------------------------ | ------------------------------------------------------------------------------ |
| 1     | Beitostølen | Relais (4 × 5 km)              | 22 novembre 2009 | Suède I Anna Olsson Sara Lindborg Anna Haag Charlotte Kalla                        | Norvège I Vibeke Skofterud Therese Johaug Kristin Størmer Steira Marit Bjørgen | Finlande Pirjo Muranen Virpi Kuitunen Riitta-Liisa Roponen Aino-Kaisa Saarinen |
| 2     | Düsseldorf  | Sprint par équipes style libre | 6 décembre 2009  | Italie I Magda Genuin Arianna Follis                                               | Suède I Ida Ingemarsdotter Hanna Falk                                          | Norvège I Celine Brun-Lie Maiken Caspersen Falla                               |
| 3     | Rybinsk     | Sprint par équipes style libre | 24 janvier 2010  | Allemagne I Stefanie Boehler Evi Sachenbacher-Stehle                               | Slovénie Katja Visnar Vesna Fabjan                                             | Russie I Irina Khazova Olga Rotcheva                                           |
| 4     | Lahti       | Relais (4 x5 km)               | 7 mars 2010      | Norvège I Marthe Kristoffersen Therese Johaug Kristin Størmer Steira Marit Bjørgen | Allemagne Nicole Fessel Katrin Zeller Miriam Goessner Evi Sachenbacher-Stehle  | Italie Marianna Longa Antonella Confortola Sabina Valbusa Arianna Follis       |

## Bilan

### Total des gains
Le classement des gains cumulés obtenus en coupe du monde est le suivant :
| Rang | Nom                | Gains       |
| ---- | ------------------ | ----------- |
| 1    | Petter Northug     | 321 500 CHF |
| 2    | Lukáš Bauer        | 213 125 CHF |
| 3    | Marcus Hellner     | 91 500 CHF  |
| 4    | Dario Cologna      | 84 500 CHF  |
| 5    | Emil Joensson      | 62 000 CHF  |
| 6    | Maurice Manificat  | 58 450 CHF  |
| 7    | Alexey Petukhov    | 52 000 CHF  |
| 8    | Maxim Vylegzhanin  | 39 300 CHF  |
| 9    | Nikolaï Morilov    | 33 000 CHF  |
| 10   | John Kristian Dahl | 32 000 CHF  |

| Rang | Nom                    | Gains       |
| ---- | ---------------------- | ----------- |
| 1    | Justyna Kowalczyk      | 366 000 CHF |
| 2    | Marit Bjørgen          | 207 250 CHF |
| 3    | Petra Majdic           | 197 250 CHF |
| 4    | Aino-Kaisa Saarinen    | 105 000 CHF |
| 5    | Arianna Follis         | 80 200 CHF  |
| 6    | Kristin Størmer Steira | 71 000 CHF  |
| 7    | Charlotte Kalla        | 69 300 CHF  |
| 8    | Hanna Falk             | 39 000 CHF  |
| 9    | Irina Khazova          | 36 000 CHF  |
| 10   | Riitta-Liisa Roponen   | 32 300 CHF  |